# Raión de Výtegra
El raión de Výtegra (ruso: Вытего́рский райо́н; vepsio: Vitegran rajon) es un distrito administrativo y municipal (raión) ruso perteneciente a la óblast de Vólogda. Se ubica en el noroeste de la óblast. Su capital es Výtegra.
En 2023, el raión tenía una población de 22 200 habitantes. Con una extensión de 13 088,47 km², es el raión de mayor superficie de la óblast. Es limítrofe al oeste con la óblast de Leningrado, al norte con la república de Carelia y al este con la óblast de Arcángel. Incluye la parte más oriental del área en la que se seguía hablando vepsio en el siglo XX, aunque actualmente el idioma está casi extinto en esta zona. La costa suroriental del lago Onega forma parte del territorio de este raión.

## Subdivisiones
Comprende la ciudad de Výtegra (la capital, que forma un ayuntamiento urbano sin pedanías) y 204 localidades rurales, estas últimas agrupadas en los siguientes siete asentamientos rurales: "Almozerskoye" (con sede en Volokov Most), Andomski Pogost, Ánnensky Most, Anjimovo (con sede en Beloúsovo), Deviatiny, "Kemskoye" (con sede en Mirni) y Oshta (con sede en Megrá).